# John Edward Brownlee

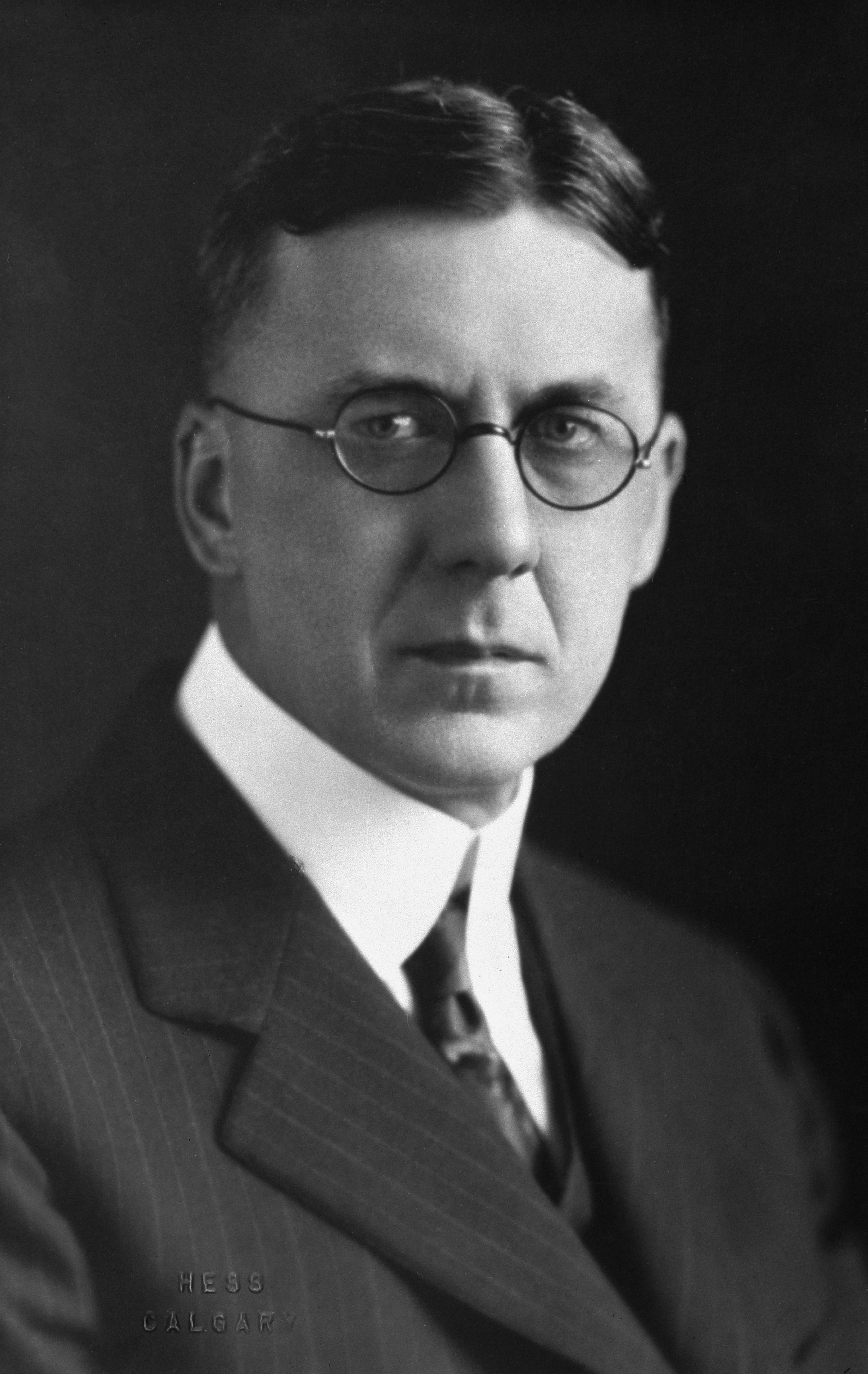
John Edward Brownlee

John Edward Brownlee (* 27. August 1884 in Port Ryerse, Norfolk County, Ontario; † 15. Juli 1961 in Calgary) war ein kanadischer Politiker und Rechtsanwalt. Er war vom 23. November 1925 bis zum 10. Juli 1934 Premierminister der Provinz Alberta und Anführer des politischen Flügels der Bauerngenossenschaft United Farmers of Alberta (UFA). Der UFA-Regierung gelang es nicht, die Folgen der Weltwirtschaftskrise und des Dust Bowls zu lindern. Die Bewegung verlor in der überwiegend ländlichen Bevölkerung der Provinz zunehmend an Rückhalt und Brownlee musste nach einem inszenierten Skandal zurücktreten.

## Studium und Beruf
Brownlee besuchte das Lehrerseminar in Sarnia und war zwei Jahre lang als Lehrer tätig. Anschließend studierte er Recht an der Universität Toronto und schloss das Studium 1908 mit dem Bachelor of Arts ab. Er zog nach Calgary und arbeitete in zwei Kanzleien. 1912 erhielt er die Zulassung als Rechtsanwalt, zwei Jahre später wurde er Juniorpartner der Kanzlei Muir, Jephson, and Adams.
Zu seinen wichtigsten Klienten zählte die Silo-Genossenschaft Alberta Farmers' Co-operative Elevator Company (später United Grain Growers). Brownlee wurde 1919 Rechtsberater der Genossenschaft und Manager ihrer Versicherungsabteilung. Er beriet auch die United Farmers of Alberta in juristischen Angelegenheiten und spielte eine wichtige Rolle bei der Gründung des staatlichen Getreidefonds.

## Politik
Die UFA gewann im Juli 1921 bei den Wahlen zur Legislativversammlung von Alberta überraschend die meisten Sitze. Brownlee selbst hatte nicht kandidiert, Premierminister Herbert Greenfield berief ihn dennoch als Attorney General in die Regierung. Am 9. Dezember 1921 wurde Brownlee bei einer Nachwahl im Wahlkreis Ponoka per Akklamation gewählt. Greenfield konnte seine Pflichten aus gesundheitlichen Gründen oft nicht wahrnehmen und die Regierung galt zunehmend als ineffektiv. Vizegouverneur William Egbert ernannte Brownlee am 23. November 1925 zum neuen Regierungschef, der damit auch neuer Anführer des politischen Flügels der UFA war.
Nach jahrelangen Verhandlungen gelang es Brownlee 1929, die Kontrolle über die natürlichen Ressourcen von der Bundesregierung an die Provinz zu übertragen. Den östlichen Provinzen war dieses Recht bereits 1867 bei der Gründung der Kanadischen Konföderation zugestanden worden, während die 1905 gebildeten Provinzen Alberta und Saskatchewan zunächst darauf hatten verzichten müssen. Diese 1930 in Kraft gesetzte Regelung sollte sich als wirtschaftlich bedeutsam erwiesen, als 1947 in Leduc erstmals Erdöl gefunden wurde. Bei den Provinzwahlen in den Jahren 1926 und 1930 konnte die UFA ihre absolute Mehrheit verteidigen.
Brownlees Regierung wurde mit der Bewältigung der sozialen Folgen der Weltwirtschaftskrise auf eine harte Probe gestellt. Zudem verarmte die überwiegend ländliche Bevölkerung, als es wegen des Dust Bowls vor allem im Südosten der Provinz vermehrt zu Missernten kam. Trotz zahlreicher Forderungen nach Unterstützung betrieb die Regierung eine restriktive Finanzpolitik und wurde dadurch immer unpopulärer. Viele UFA-Mitglieder wandten sich enttäuscht ab und wechselten zur konservativen Social Credit Party of Alberta oder zur sozialistischen Co-operative Commonwealth Federation.

## Skandal
Brownlees Ruf wurde durch einen Skandal zerstört. Im Juli 1933 fuhr er Vivian MacMillan, die damals als Sekretärin im Büro des Attorney General angestellt war, mit seinem Auto nach Hause. Brownlee wurde daraufhin von MacMillans Verlobten wegen Verführung einer Frau im Arbeitsverhältnis angezeigt – ein Vergehen, das auf ein altes Gesetz zurückging und damals schon kaum noch strafrechtlich verfolgt wurde. Brownlee wies alle Vorwürfe zurück und reichte eine Gegenanzeige ein, in der er MacMillan, ihren Vater und ihren Verlobten beschuldigte, die ganze Affäre nur inszeniert zu haben, um sich zu bereichern.
Die Jury befand Brownlee für schuldig, doch der zuständige Richter stieß das Urteil um. Die politischen Folgen des Prozesses waren derart gravierend, dass Brownlee am 10. Juli 1934 zurücktreten musste und Richard Gavin Reid das Amt des Premierministers übernahm. Die gescheiterte Wirtschaftspolitik der Regierung und die Skandalisierung der konservativen Bevölkerung Albertas führten zum Niedergang der UFA als politische Bewegung. Bei den Wahlen im August 1935 wurde kein einziger UFA-Kandidat gewählt. 1937 legten MacMillan und ihre Familie erfolgreich Berufung gegen das Gerichtsurteil ein und Brownlee musste eine Entschädigung von 10.000 Dollar leisten. Ob er MacMillan tatsächlich verführt hatte oder ob er bloß das Opfer einer Verschwörung war, bleibt bis heute ungeklärt.
Brownlee wandte sich enttäuscht von der Politik ab und begann in Edmonton wieder als Rechtsanwalt zu arbeiten. 1935 wurde er erneut Rechtsberater der United Grain Growers. Von 1948 bis zu seinem Tod 1961 war er deren Präsident und Geschäftsführer. 